# Bauhaus (zespół muzyczny)
Bauhaus – brytyjski zespół rockowy, jeden z pionierów gatunku rocka gotyckiego, a także charakterystycznego dla tej odmiany wizerunku scenicznego. W swojej twórczości grupa czerpała z tradycji glam rocka, wzbogaconego punkrockową dynamiką. Do fascynacji muzyką Bauhaus przyznaje się wielu obecnie znanych artystów, m.in. zespół Interpol.

## Historia
Zespół został założony w 1977 w Northampton w Wielkiej Brytanii w składzie: Daniel Ash (gitara), David Jay (gitara basowa), Kevin Haskins (perkusja) oraz Peter Murphy (śpiew). W 1979 roku wydał swój pierwszy singel – Bela Lugosi’s Dead. Już samo nawiązanie do postaci międzywojennego węgierskiego aktora Beli Lugosiego zawdzięczającego sławę dzięki odtwarzaniu głównej roli w filmach o księciu Drakuli wiele mówi o inspiracjach grupy Bauhaus. Do tego trzeba dodać charakterystyczny wizerunek oraz mroczną muzykę opartą na brzmieniu gitar, ale pełną także syntezatorowych dźwięków. Czasami spokojną i jednocześnie pełną niepokoju (np. Hollow Hills), nieraz szybką i rytmiczną (Kick in the Eye). Dzięki temu kompozycje Bauhaus przypominają osiągnięcia innego wpływowego zespołu końca lat 70. – Joy Division.
We wrześniu 1980 roku ukazał się pierwszy album Bauhaus In the Flat Field, który odniósł nawet pewien komercyjny sukces (72. miejsce na listach sprzedaży). W rok później grupa wydała album Mask, którym oddaliła się od głównego nurtu, zbliżając się do industrialu, przecierając tym samym drogę dla zespołów pokroju Einstürzende Neubauten. Mask osiągnęło sprzedaż dającą w tym czasie 30. miejsce w Wielkiej Brytanii.
Konflikty w zespole doprowadziły do jego rozwiązania w roku 1983, jednak od czasu do czasu jego członkowie grają wspólnie koncerty pod szyldem Bauhaus. Po rozpadzie zespołu Peter Murphy zajął się solową karierą muzyczną. Nagrał m.in. płyty: Love Hysteria (1988), Deep (1990), Dust (2002). Pozostali muzycy brali udział w różnych projektach muzycznych (np. Tones on Tail), jednak ich najważniejszym przedsięwzięciem był zespół Love And Rockets, który nagrał m.in. płyty Earth Sun Moon (1987), Love And Rockets (1989), Sweet F.A. (1996). Zespół Love And Rockets przestał istnieć w 1999 roku. Daniel Ash kontynuuje karierę solową.
W 1998 członkowie Bauhaus rozpoczęli wspólne koncertowanie w trasie „Resurrection Tour”. Towarzyszyła temu piosenka „The Dog’s a Vapour” oraz nowo wydany album Gotham, zawierający nagranie koncertowe. Grupa koncertowała również w następnych latach, m.in. w roku 2006 z grupą Nine Inch Nails.
4 marca 2008 Bauhaus wydał kolejny album, pierwszy studyjny po roku 1983, a zarazem ostatni w ich karierze. Po wydaniu „Go Away White” nie odbyła się żadna trasa koncertowa. Definitywny koniec zespołu potwierdził perkusista Kevin Haskins, mówiąc: „Świetnie dajemy sobie radę, lecz wydarzył się pewien incydent”. W rezultacie „niektórzy z nas poczuli, że już nie chcemy kontynuować jako współpracująca jedność”. Szczegóły incydentu nie zostały ujawnione. Mimo to, zespół dwukrotnie reaktywował się na koncerty w Stanach Zjednoczonych i Europie w 2019 i 2022 roku. Ponadto, w marcu 2022 roku wydany został, jak dotychczas ostatni, eksperymentalny singiel „Drink the New Wine”, w którym każdy z członków zespołu nagrał swoje ścieżki niezależnie od siebie w swoich domowych studiach w czasie pandemii COVID-19.
Brazylijski zespół Sepultura umieścił Cover piosenki „Bela Lugosi’s Dead” na swojej płycie „Nation”. Również Czeska grupa XIII Stoleti zamieściła swoją wersję tego utworu na ich wydanej w 2000 roku płycie „Metropolis” oraz w kolejnej wersji w 2004 roku na płycie „Vendetta”.

## Skład
- Daniel Ash – gitara, saksofon
- David Jay – gitara basowa
- Kevin Haskins – perkusja
- Peter Murphy – śpiew

## Dyskografia

### Albumy studyjne
- In the Flat Field (4AD) – 1980
- Mask (Beggars Banquet) – 1981
- The Sky’s Gone Out (Beggars Banquet) – 1982
- Burning from the Inside (Beggars Banquet) – 1983
- Go Away White (Bauhaus Music) – 2008

### Albumy koncertowe
- Press the Eject and Give Me the Tape (Beggars Banquet) – 1982
- Rest in Peace: The Final Concert (Nemo/Beggars Banquet) – 1992
- Gotham (Metropolis) – 1999

### Single i EPki
- „Bela Lugosi’s Dead” – (Small Wonder) 1979
- „Dark Entries” – (4AD) 1980
- „Terror Couple Kill Colonel” – (4AD) 1980
- „Telegram Sam” – (T.Rex cover) – (4AD) 1980
- „Kick in the Eye” – (Beggars Banquet) 1981 #59 UK
- „The Passion of Lovers” – (Beggars Banquet) 1981 #56 UK
- „Kick in the Eye (Searching for Satori E.P.)” – (Beggars Banquet) 1982 #45 UK
- „Satori in Paris” – (4AD/New Rose) 1982
- „A God in an Alcove” – (4AD/Flexi Pop) 1982
- „Spirit (singel Bauhaus)” – (Beggars Banquet) 1982 #42 UK
- „Ziggy Stardust” – (David Bowie cover) – (Beggars Banquet) 1982 #15 UK
- „Lagartija Nick” – (Beggars Banquet) 1983 #44 UK
- „She’s in Parties” – (Beggars Banquet) 1983 #26 UK
- „Sanity Assassin” – (Beggars Banquet) limitowane wydanie dla fanów, 1983
- „Drink the New Wine” – (Bauhaus Music) 2022

### Składanki
- 4AD (4AD/12" single) – 1983
- 1979–1983 Volume 1 (Beggars Banquet) – 1986
- 1979–1983 Volume 2 (Beggars Banquet) – 1986
- Swing the Heartache: The BBC Sessions (BBC/Beggars Banquet) – 1989
- Crackle – The Best of Bauhaus (Beggars Banquet) – 1998